# اپا (بشاگرد)
اپا یک منطقهٔ مسکونی در ایران است که در دهستان گوهران واقع شده‌است.